# Сітно (Радинський повіт)
Сітно (пол. Sitno) — село в Польщі, у гміні Борки Радинського повіту Люблінського воєводства. Населення — 292 особи (2011).

## Історія
У часи входження до складу Російської імперії належало до Радинського повіту Сідлецької губернії.
За даними етнографічної експедиції 1869—1870 років під керівництвом Павла Чубинського, у селі проживали лише греко-католики, усе населення розмовляло українською мовою.
У 1975—1998 роках село належало до Люблінського воєводства.

## Демографія
Демографічна структура станом на 31 березня 2011 року:
|          | Загалом | Допрацездатний вік | Працездатний вік | Постпрацездатний вік |
| -------- | ------- | ------------------ | ---------------- | -------------------- |
| Чоловіки | 143     | 32                 | 96               | 15                   |
| Жінки    | 149     | 36                 | 75               | 38                   |
| Разом    | 292     | 68                 | 171              | 53                   |